# Æthelberht av Wessex
Æthelberht av Wessex, död 865, var en engelsk monark. Han var kung av Wessex 860-865. 